# Вашингтон, Трупер
Томас «Трупер» Вашингтон (англ. Thomas "Trooper" Washington; 21 апреля 1944 года, Филадельфия, Пенсильвания — 20 ноября 2004 года, Маккиспорт, Пенсильвания) — американский профессиональный баскетболист, выступал в Американской баскетбольной ассоциации, отыгравший шесть из девяти сезонов её существования. Чемпион АБА в сезоне 1967/1968 годов в составе команды «Питтсбург Пайперс».

## Ранние годы
Томас Вашингтон родился 21 апреля 1944 года в городе Филадельфия (штат Пенсильвания), где он учился в средней школе имени Томаса Эдисона, в которой играл за местную баскетбольную команду.